# Alphabet d'Akiva ben Joseph
 (février 2023).
Si vous disposez d'ouvrages ou d'articles de référence ou si vous connaissez des sites web de qualité traitant du thème abordé ici, merci de compléter l'article en donnant les références utiles à sa vérifiabilité et en les liant à la section « Notes et références ».
L’Alphabet d'Akiva ben Joseph (hébreu : אותיות דרבי עקיבא Otiot deRabbi Akiba), est un Midrash sur les noms des lettres de l'alphabet hébraïque. Il en existe deux versions, publiées ensemble à Amsterdam en 1708.